# Justine Ezarik
Justine Ezarik (n. 20 martie 1984) este o YouTuber-iță, prezentatoare și actriță americană. Este cel mai des cunoscută ca iJustine, cu peste un miliard de vizionări pe canalul ei de YouTube din 2006.

## Copilăria și adolescența
Justine s-a născut în Pittsburgh, Pennsylvania, fiind fata cea mare a lui Michelle, o profesoară de educație fizică și a lui Steve Ezarik, un miner de cărbune cu origini slovace. Justine are două surori mai mici, Breanne și Jenna. În momentul absolvirii sale de la Liceul Bentworth, aceasta locuia împreună cu familia în Washington County, Pennsylvania
Ezarik și sora sa mai mică, Breanne au fost elevi de onoare ai Liceului Bentworth. La fel a fost și Jenna, care a terminat liceul în 2008.